# Alexandre Nero
Alexandre Nero Vieira (Curitiba, 13 de fevereiro de 1970) é um ator, cantor, compositor e multi-instrumentista brasileiro.
Seu primeiro personagem de destaque foi em 2008 na novela A Favorita, como o verdureiro Vanderlei. Em 2010, interpretou o antagonista principal da novela das seis Escrito nas Estrelas. Em 2011 interpretou Baltazar na novela das nove Fina Estampa, um homem que violentava sua esposa e formava uma dupla cômica com o personagem Crô. No mesmo ano lançou seu terceiro álbum de estúdio Vendo Amor e em 2012 deu vida ao personagem Stênio, em Salve Jorge. Em 2013 lançou seu primeiro DVD, Revendo Amor - Com Pouco Uso Quase na Caixa.
Em 2014, interpretou seu primeiro protagonista em horário nobre, o lendário José Alfredo de Medeiros na novela Império. Por esse personagem, Nero ganhou o Melhores do Ano, Contigo e Troféu Imprensa de melhor ator. Em 2015, interpretou o dúbio Romero Romulo na novela A Regra do Jogo com a atriz Giovanna Antonelli, sendo indicado ao Emmy Internacional de melhor ator, considerado o principal prêmio da televisão mundial. Em 2017 viveu Geraldo na série Filhos da Prátria. Em 2018 interpretou Pedro na supersérie Onde Nascem Os Fortes. Em 2021 viveu o diabólico Tonico na novela Nos Tempos do Imperador.

## Carreira
Como músico e ator, acumula 50 trabalhos em espetáculos de música, teatro, cinema, TV e dança. É o idealizador e criador da Associação dos Compositores da Cidade de Curitiba, fundada em 1994. Foi integrante do Grupo Fato de 1997 a 2007.
Em 2008, esteve à frente da banda Maquinaíma. O grupo fez grande sucesso no cenário musical curitibano tocando todas as sextas-feiras no AOCA Bar. Além da Maquinaíma, Nero era também um dos vocalistas do grupo Denorex 80, onde se apresentava em turnês mensais no John Bull Music Hall, interpretando os maiores sucessos dos anos 80.
O ator ganhou repercussão nacional ao interpretar o verdureiro analfabeto Vanderlei em A Favorita, porém seu personagem tinha pouco destaque. Em 2009, porém, acabou ganhando prestígio e reconhecimento no remake da novela Paraíso, na qual interpretava o braço direito de Zeca, vivido por Eriberto Leão.

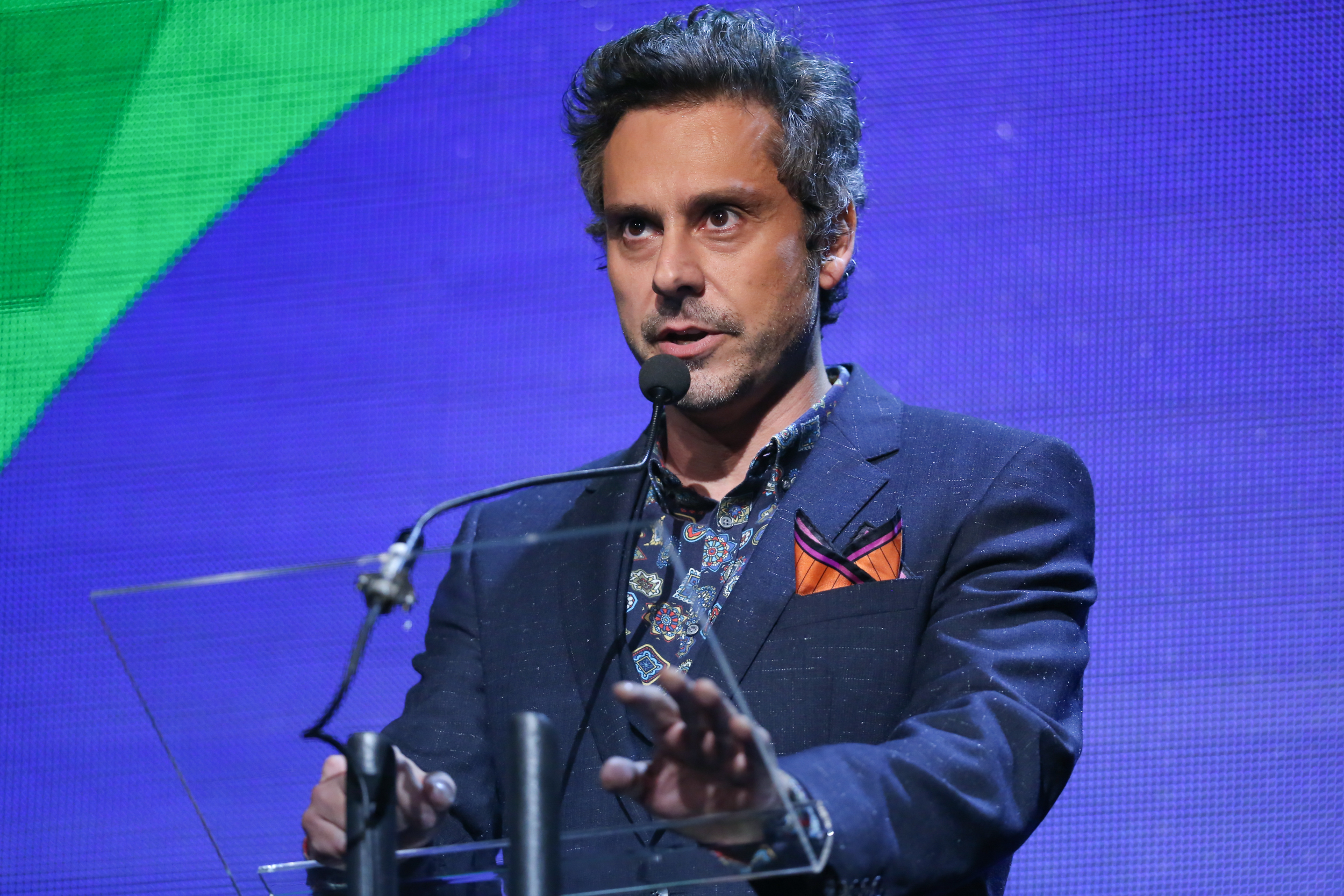
Nero no 26° Prêmio da Música Brasileira 2015, no Theatro Municipal, no Centro do Rio de Janeiro/RJ

Em 2010, atuou na novela Escrito nas Estrelas, onde interpretou Gilmar, o vilão da trama. E em 2011, esteve na telenovela Fina Estampa, de Aguinaldo Silva, interpretando Baltazar, um personagem de personalidade violenta e homofóbica.
Em 2012 foi convidado para participar da novela Salve Jorge, de Glória Perez, Nero interpretou Stênio, um advogado vaidoso que vivia às turras com sua ex-esposa Helô interpretada por Giovanna Antonelli. Em 2013, interpretou Hermes em Além do Horizonte. Antes mesmo do término de Além do Horizonte, o ator deixou a novela para interpretar José Alfredo de Medeiros, personagem principal de Império, também novela de Aguinaldo Silva. Por esse trabalho, o ator ganhou fama e repercussão nacional, sendo bastante elogiado como o 'Comendador' José Alfredo. Nero ganhou, inclusive, o prêmio do Melhores do Ano de 2014 e no ano seguinte, do Troféu Imprensa de 2015 por sua atuação, ambos na categoria de Melhor Ator.
Em 2015 fez uma participação no último episódio da segunda temporada do Tá no Ar: a TV na TV, como seu personagem em Império, o Comendador José Alfredo. 5 meses após o término de Império, é escalado para a novela A Regra do Jogo em que fez novamente o personagem principal, contracenando mais uma vez com Giovanna Antonelli. Em 2017, foi um dos protagonistas da série Filhos da Pátria interpretando Geraldo. Em 2018 protagonizou a série Onde Nascem os Fortes interpretando Pedro.
Em 2021, vive o vilão Tonico, na novela Nos Tempos do Imperador, trama que teve a estreia adiada em mais um ano por conta da pandemia de COVID-19.
Dez anos depois da primeira parceria em Salve Jorge, a autora Glória Perez convida Nero e a atriz Giovanna Antonelli para reviverem o casal Helô e Stênio em seu novo trabalho no horário das nove, Travessia, prevista para o segundo semestre de 2022.

## Vida pessoal
Entre 2001 e 2011 foi casado por dez anos com a atriz Fabíula Nascimento. Em 2012 assumiu namoro com a atriz e consultora Karen Brusttolin, casando-se com ela em 2015. No dia 15 de dezembro de 2015 nasceu o Noá, o primeiro filho do casal. No dia 18 de setembro de 2018 nasceu Inã, segundo filho do casal.

## Filmografia

### Televisão
| Ano     | Título                  | Papel                                         | Nota(s)                  |
| ------- | ----------------------- | --------------------------------------------- | ------------------------ |
| 2007    | Casos e Acasos          | Marcos                                        | Episódio: "Piloto"       |
| 2008    | A Favorita              | Vanderlei Peive                               |                          |
| 2009    | Paraíso                 | Terêncio Villas                               |                          |
| 2009    | Dó-Ré-Mi-Fábrica        | Lamartine                                     | Especial de fim de ano   |
| 2010    | Escrito nas Estrelas    | Gilmar Almeida / Luís Eustáquio da Silva      |                          |
| 2011    | Batendo Ponto           | Caíque                                        |                          |
| 2011    | Fina Estampa            | Baltazar Fonseca (Zoiúdo)                     |                          |
| 2012    | Salve Jorge             | Dr. Stenio Alencar                            |                          |
| 2013    | Além do Horizonte       | Armando Carvalho (Hermes)                     |                          |
| 2014    | Gentalha                | Paulo Sulivan                                 | Episódio: "O Comediante" |
| 2014    | Império                 | Comendador José Alfredo Medeiros (Zé Alfredo) |                          |
| 2015    | Tá no Ar: a TV na TV    | Comendador José Alfredo Medeiros (Zé Alfredo) | Episódio: "18 de abril"  |
| 2015    | A Regra do Jogo         | Romero Rômulo da Silva                        |                          |
| 2017–19 | Filhos da Pátria        | Geraldo Bulhosa                               | Temporadas 1–2           |
| 2018    | Onde Nascem os Fortes   | Pedro Gouveia                                 |                          |
| 2021    | Nos Tempos do Imperador | Antônio Carlos Rocha (Tonico)                 |                          |
| 2022    | Travessia               | Dr. Stenio Alencar                            |                          |
| 2024    | No Rancho Fundo         | Eurico Leonel (Tico)                          |                          |
| 2025    | Vale Tudo               | Marco Aurélio Catanhede                       |                          |
| 2025    | Guerreiros do Sol       | Miguel Ignácio                                | Episódios: "1–7"         |

### Cinema
| Ano  | Título                                                          | Personagem                | Notas          |
| ---- | --------------------------------------------------------------- | ------------------------- | -------------- |
| 1998 | Rosinha, Minha Sereia                                           | Voz                       | Curta-metragem |
| 2003 | O Preço da Paz                                                  | Alferes Pimentel          |                |
| 2011 | Corpos Celestes                                                 | Giovani                   |                |
| 2011 | Cilada.com                                                      | Henrique                  |                |
| 2011 | A Novela das 8                                                  | Brandão                   |                |
| 2012 | Primeiro Dia de um Ano Qualquer                                 | Franco                    |                |
| 2013 | Crô - O Filme                                                   | Baltazar Fonseca (Zoiúdo) |                |
| 2013 | Eu Não Faço a Menor Ideia do Que Eu Tô Fazendo Com a Minha Vida | Tio de Clara              |                |
| 2014 | Muita Calma Nessa Hora 2                                        | Casé                      |                |
| 2014 | Getúlio                                                         | Coronel Scaffa            |                |
| 2014 | Revendo Amor - Com Pouco Uso Quase na Caixa                     | Ele mesmo                 |                |
| 2017 | João, O Maestro                                                 | João Carlos Martins       |                |
| 2019 | Albatroz                                                        | Simão Alcóbar             |                |
| 2020 | Os 8 Magníficos                                                 | Ele mesmo                 | Documentário   |
| 2022 | A Jaula                                                         | Dr. Henrique Ferrari      |                |
| 2025 | Precisamos Falar                                                | Paulo                     |                |
| 2025 | Sem Pai Nem Mãe                                                 | Arthur                    |                |

### Internet
| Ano  | Título            | Papel  | Nota(s)  |
| ---- | ----------------- | ------ | -------- |
| 2008 | O que que é isso? | Otávio | Websérie |

## Teatro
| Ano  | Título                                                      |
| ---- | ----------------------------------------------------------- |
| 1995 | Chicago 1930                                                |
| 1996 | Agora é que são elas                                        |
| 1997 | Pluft, O fantasminha                                        |
| 1998 | O Processo                                                  |
| 2000 | A Bruxinha que era boa                                      |
| 2002 | Linguiça no campo                                           |
| 2006 | Os Leões                                                    |
| 2008 | Bolacha Maria - um punhado de neve que restou da tempestade |
| 2016 | O Grande Sucesso                                            |

## Discografia

### Solo
| Ano  | Título     | Gravadora   |
| ---- | ---------- | ----------- |
| 1995 | Camaleão   |             |
| 2001 | Maquinaíma |             |
| 2011 | Vendo Amor | Discobertas |

| Ano  | Título                                      | Distribuidora |
| ---- | ------------------------------------------- | ------------- |
| 2014 | Revendo Amor - Com Pouco Uso Quase na Caixa | Nova Cultura  |

### Em grupo
| Ano  | Nome               |
| ---- | ------------------ |
| 1999 | Oquelatá Quelateje |
| 2002 | Oquetalá VIVO      |
| 2005 | Musicaprageada     |
| 2006 | Denorex80          |
| 2007 | Chic Science       |

#### Trilhas sonoras
| Ano  | Nome                       |
| ---- | -------------------------- |
| 2004 | O Grande Rei Leão          |
| 2007 | O Colecionador de Destinos |

## Prêmios e indicações
| Ano  | Prêmio                                     | Categoria                              | Trabalho                | Resultado |
| ---- | ------------------------------------------ | -------------------------------------- | ----------------------- | --------- |
| 2008 | Melhores do Ano                            | Melhor Ator Revelação                  | A Favorita              | Indicado  |
| 2009 | Prêmio Contigo! de TV                      | Melhor Ator Revelação                  | A Favorita              | Venceu    |
| 2009 | Prêmio RPC TV                              | Melhor Ator                            | No Calor da Noite       | Indicado  |
| 2009 | Prêmio Extra de Televisão                  | Melhor Ator Coadjuvante                | Paraíso                 | Indicado  |
| 2010 | Prêmio Quem de Televisão                   | Melhor Ator                            | Escrito nas Estrelas    | Indicado  |
| 2010 | Prêmio Extra de Televisão                  | Melhor Ator                            | Escrito nas Estrelas    | Indicado  |
| 2010 | Prêmio Qualidade Brasil                    | Melhor Ator Coadjuvante                | Escrito nas Estrelas    | Venceu    |
| 2010 | Melhores do Ano MdeMulher                  | Melhor Vilão (como Gilmar)             | Escrito nas Estrelas    | Venceu    |
| 2010 | Prêmio Melhores da Revista da TV - O Globo | Melhor Ator                            | Escrito nas Estrelas    | Venceu    |
| 2011 | Prêmio Contigo! de TV                      | Melhor Ator de Novela                  | Escrito nas Estrelas    | Indicado  |
| 2012 | Festival de Cinema da Lapa                 | Troféu Tropeiro da Lapa                | Homenagem               | Venceu    |
| 2013 | Prêmio Quem de Televisão                   | Melhor Ator Coadjuvante                | Salve Jorge             | Venceu    |
| 2013 | Prêmio Extra de Televisão                  | Melhor Ator Coadjuvante                | Salve Jorge             | Venceu    |
| 2013 | Prêmio Contigo! de TV                      | Melhor Ator de Novela                  | Salve Jorge             | Indicado  |
| 2013 | Prêmio APCA de Televisão                   | Melhor Ator                            | Salve Jorge             | Indicado  |
| 2013 | Melhores do UOL e PopTevê                  | Melhor Ator                            | Salve Jorge             | Indicado  |
| 2013 | Melhores do UOL e PopTevê                  | Par Romântico (com Giovanna Antonelli) | Salve Jorge             | Indicado  |
| 2014 | Prêmio Contigo! de TV                      | Melhor Ator Coadjuvante                | Além do Horizonte       | Indicado  |
| 2014 | Prêmio Extra de Televisão                  | Melhor Ator                            | Império                 | Venceu    |
| 2014 | Melhores do Ano                            | Melhor Ator de Novela                  | Império                 | Venceu    |
| 2014 | Prêmio Quem de Televisão                   | Melhor Ator                            | Império                 | Indicado  |
| 2014 | Prêmio Men of the Year Brasil              | Televisão                              | Império                 | Venceu    |
| 2014 | Prêmio F5                                  | Ator do Ano (novela)                   | Império                 | Venceu    |
| 2014 | Melhores do Ano Minha Novela               | Melhor Ator                            | Império                 | Venceu    |
| 2014 | Melhores do UOL e PopTevê                  | Melhor Ator                            | Império                 | Indicado  |
| 2014 | Melhores do UOL e PopTevê                  | Par Romântico (com Marina Ruy Barbosa) | Império                 | Indicado  |
| 2014 | Melhores do Ano NaTelinha                  | Melhor Ator                            | Império                 | Venceu    |
| 2015 | Prêmio Contigo! de TV                      | Melhor Ator de Novela                  | Império                 | Venceu    |
| 2015 | Troféu Internet                            | Melhor Ator                            | Império                 | Venceu    |
| 2015 | Troféu Imprensa                            | Melhor Ator                            | Império                 | Venceu    |
| 2015 | Prêmio Quem de Televisão                   | Melhor Ator                            | A Regra do Jogo         | Venceu    |
| 2015 | Prêmio Extra de Televisão                  | Melhor Ator                            | A Regra do Jogo         | Indicado  |
| 2015 | Prêmio APCA de Televisão                   | Melhor Ator                            | A Regra do Jogo         | Venceu    |
| 2015 | Melhores do Ano                            | Melhor Ator de Novela                  | A Regra do Jogo         | Venceu    |
| 2015 | Troféu AIB de Imprensa                     | Melhor Ator                            | A Regra do Jogo         | Indicado  |
| 2015 | Melhores do Ano NaTelinha                  | Ator                                   | A Regra do Jogo         | Indicado  |
| 2015 | Melhores do Ano Minha Novela               | Melhor Ator                            | A Regra do Jogo         | Indicado  |
| 2015 | Troféu UOL TV e Famosos                    | Melhor Ator                            | A Regra do Jogo         | Indicado  |
| 2016 | Troféu Imprensa                            | Melhor Ator                            | A Regra do Jogo         | Indicado  |
| 2016 | Troféu Internet                            | Melhor Ator                            | A Regra do Jogo         | Venceu    |
| 2016 | Emmy Internacional                         | Melhor Ator                            | A Regra do Jogo         | Indicado  |
| 2016 | Troféu UOL TV e Famosos                    | Melhor Ator                            | A Regra do Jogo         | Indicado  |
| 2016 | Prêmio Arte Qualidade Brasil               | Melhor Ator de Espetáculo Musical      | O Grande Sucesso        | Indicado  |
| 2018 | Grande Prêmio do Cinema Brasileiro         | Melhor Ator                            | João, O Maestro         | Indicado  |
| 2018 | Melhores do Ano                            | Ator de Série, Minissérie ou Seriado   | Onde Nascem os Fortes   | Venceu    |
| 2019 | Prêmio F5                                  | Melhor Ator de Humor                   | Filhos da Pátria        | Indicado  |
| 2019 | Prêmio Contigo! Online                     | Melhor Ator de Série                   | Filhos da Pátria        | Venceu    |
| 2021 | Melhores do Ano - RD1                      | Melhor Ator                            | Nos Tempos do Imperador | Venceu    |
| 2021 | Prêmio Notícias da TV                      | Ator ou Atriz de Novela                | Nos Tempos do Imperador | Indicado  |
| 2021 | Prêmio Área VIP                            | Melhor Ator                            | Nos Tempos do Imperador | Indicado  |
| 2021 | Troféu Internet                            | Melhor Ator de Novela                  | Nos Tempos do Imperador | Indicado  |
| 2021 | Melhores e Piores da TV Press              | Melhor Ator                            | Nos Tempos do Imperador | Venceu    |
| 2021 | Melhores do Ano Minha Novela               | Melhor Ator                            | Nos Tempos do Imperador | Venceu    |
| 2021 | Prêmio APCA de Televisão                   | Melhor Ator                            | Nos Tempos do Imperador | Indicado  |
| 2023 | Festival Sesc Melhores Filmes              | Melhor Ator Nacional                   | A Jaula                 | Indicado  |
| 2023 | Prêmio iBest                               | Influenciador Protagonista             | Travessia               | Pendente  |
| 2023 | Prêmio Noticiasdetv.com                    | Melhor Ator Coadjuvante                | Travessia               | Venceu    |
| 2024 | Prêmio iBest                               | Influenciador Paraná                   | Alexandre Nero          | Indicado  |
| 2024 | Prêmio iBest                               | Protagonista Influenciador             | No Rancho Fundo         | Indicado  |
| 2024 | Prêmio Noticiasdetv.com                    | Melhor Ator Protagonista               | No Rancho Fundo         | Indicado  |
| 2024 | Melhores do Ano Natelinha                  | Melhor Ator                            | No Rancho Fundo         | Indicado  |
| 2024 | Prêmio Área VIP                            | Melhor Ator                            | No Rancho Fundo         | Pendente  |
| 2024 | Melhores do Ano - Duh Secco                | Melhor Ator                            | No Rancho Fundo         | Pendente  |
| 2025 | SEC Awards                                 | Melhor Ator em Novela                  | No Rancho Fundo         | Pendente  |
| 2025 | Prêmio iBest                               | Protagonista Influenciador             | Vale Tudo               | Pendente  |
| 2025 | Prêmio Jovem Brasileiro                    | Melhor Ator                            | Vale Tudo               | Pendente  |